# Вернон (Колорадо)
Вернон (англ. Vernon) — переписна місцевість (CDP) в США, в окрузі Юма штату Колорадо. Населення — 38 осіб (2020).

## Географія
Вернон розташований за координатами 39°56′22″ пн. ш. 102°18′25″ зх. д. / 39.93944° пн. ш. 102.30694° зх. д. (39.939552, -102.306922).  За даними Бюро перепису населення США в 2010 році переписна місцевість мала площу 2,93 км², з яких 2,93 км² — суходіл та 0,00 км² — водойми.

## Демографія
Згідно з переписом 2010 року, у переписній місцевості мешкало 29 осіб у 12 домогосподарствах у складі 9 родин. Густота населення становила 10 осіб/км².  Було 16 помешкань (5/км²).
Расовий склад населення:
| - 89,7 % — білих - 6,9 % — азіатів |

До двох чи більше рас належало 3,4 %. Частка іспаномовних становила 24,1 % від усіх жителів.
За віковим діапазоном населення розподілялося таким чином: 17,2 % — особи молодші 18 років, 55,2 % — особи у віці 18—64 років, 27,6 % — особи у віці 65 років та старші. Медіана віку мешканця становила 44,8 року. На 100 осіб жіночої статі у переписній місцевості припадало 107,1 чоловіків;  на 100 жінок у віці від 18 років та старших — 118,2 чоловіків також старших 18 років.
Цивільне працевлаштоване населення становило 10 осіб. Основні галузі зайнятості: будівництво — 60,0 %, сільське господарство, лісництво, риболовля — 40,0 %.